# 重由美子
重 由美子（しげ ゆみこ、1965年8月4日 - 2018年12月9日）は、日本のヨット選手。アトランタオリンピック銀メダリスト。佐賀県唐津市出身。佐賀県立唐津東高等学校卒業。

## 経歴
佐賀県ヨットハーバーに勤務する傍らヨット競技に打ち込み、日本のトップ選手へと成長した。
1996年アトランタオリンピックヨット女子470級に木下アリーシアと組んで出場。日本選手初の銀メダルを獲得した。
アトランタを期に、一時引退するが、その後1998年にカムバックした。
2000年シドニーオリンピックでのヨット女子470級に出場した。
2018年12月9日午前3時15分頃、乳癌のため逝去。53歳没。